# The Chant of Jimmie Blacksmith
The Chant of Jimmie Blacksmith is een Australische dramafilm uit 1978 onder regie van Fred Schepisi. De film is gebaseerd op de gelijknamige roman uit 1972 van de Australische auteur Thomas Keneally.

## Verhaal
Jimmie Blacksmith is een halfbloed aboriginal. Hij wordt opgevoed door de dominee van een methodistenkerk. Op die manier raakt hij gevangen tussen de westerse en de autochtone Australische cultuur.

## Rolverdeling
| Acteur                | Personage          |
| --------------------- | ------------------ |
| Tom E. Lewis          | Jimmie Blacksmith  |
| Freddy Reynolds       | Mort Blacksmith    |
| Ray Barrett           | Farrell            |
| Jack Thompson         | Rev. Neville       |
| Angela Punch McGregor | Gilda Marshall     |
| Steve Dodd            | Tabidgi            |
| Peter Carroll         | McCready           |
| Ruth Cracknell        | Mrs. Heather Newby |
| Don Crosby            | Newby              |
| Elizabeth Alexander   | Petra Graf         |
| Peter Sumner          | Dowie Steed        |
| Tim Robertson         | Healey             |
| Ray Meagher           | Dud Edmonds        |
| Brian Anderson        | Hyberry            |
| Jane Harders          | Mrs. Healey        |